# 郭滿華
郭滿華（？—1973年11月），綽號「拖佬華」、「顛馬」，香港足球運動員，司職前鋒。職業生涯主要於港甲中華、東華、愉園、東方度過，生涯攻入289球。他也曾為香港與中華民國上陣，並代表中華民國參加1958年亞洲運動會、1968年亞足聯亞洲盃等賽事。